# Nilofar Ibrahimi
Nilofar Ibrahimi (Kabul, siglo XX) es una ginecóloga y política afgana que fue diputada de la Asamblea Nacional de Afganistán durante doce años.

## Trayectoria
Se quedó huérfana de padre en su infancia. Se licenció en medicina y trabajó como ginecóloga-obstetra en su pueblo durante siete años.
En 2010, fue elegida diputada del Parlamento afgano por la provincia del Norte (Badakhshan). Fue reelegida al Parlamento en 2018. Tras la ofensiva talibana de 2021, cuando tuvo que huir del país y se trasladó a Canberra, la capital de Australia. Su marido y sus cinco hijos ya residían en dicho país desde hacía siete años.
En 2019 creó la Fundación ZamZam que lucha por ayudar a los niños vulnerables y a las niñas huérfanas de Afganistán.
Publicó el libro Getting to Know Your New Home, Australia destinado a ayudar a los nuevos residentes afganos a adaptarse a la vida en Australia.

## Reconocimientos
En 2018, se convirtió en una de las protagonistas del documental Facing the Dragon, de la cineasta Sedika Mojadidi, junto a la reportera afgana Shakila Ebrahimkhil.
Recibió la beca CRS Geoff McPherson 2022.